# Rue Lagille
La rue Lagille est une voie située dans le quartier des Grandes-Carrières du 18e arrondissement de Paris.

## Situation et accès
La rue Lagille est une voie publique qui débute au 118 avenue de Saint-Ouen et se termine en impasse peu après un carrefour avec les rues Firmin-Gémier et Jacques-Cartier. Elle dessert également la rue des Tennis.
La rue Lagille est desservie par la ligne 13 à la station Guy Môquet.

## Origine du nom
La rue tient son nom d'un propriétaire local.

## Historique
Cette voie est ouverte sous sa dénomination actuelle en 1855 et classée dans la voirie parisienne par un arrêté du 29 juillet 1931.

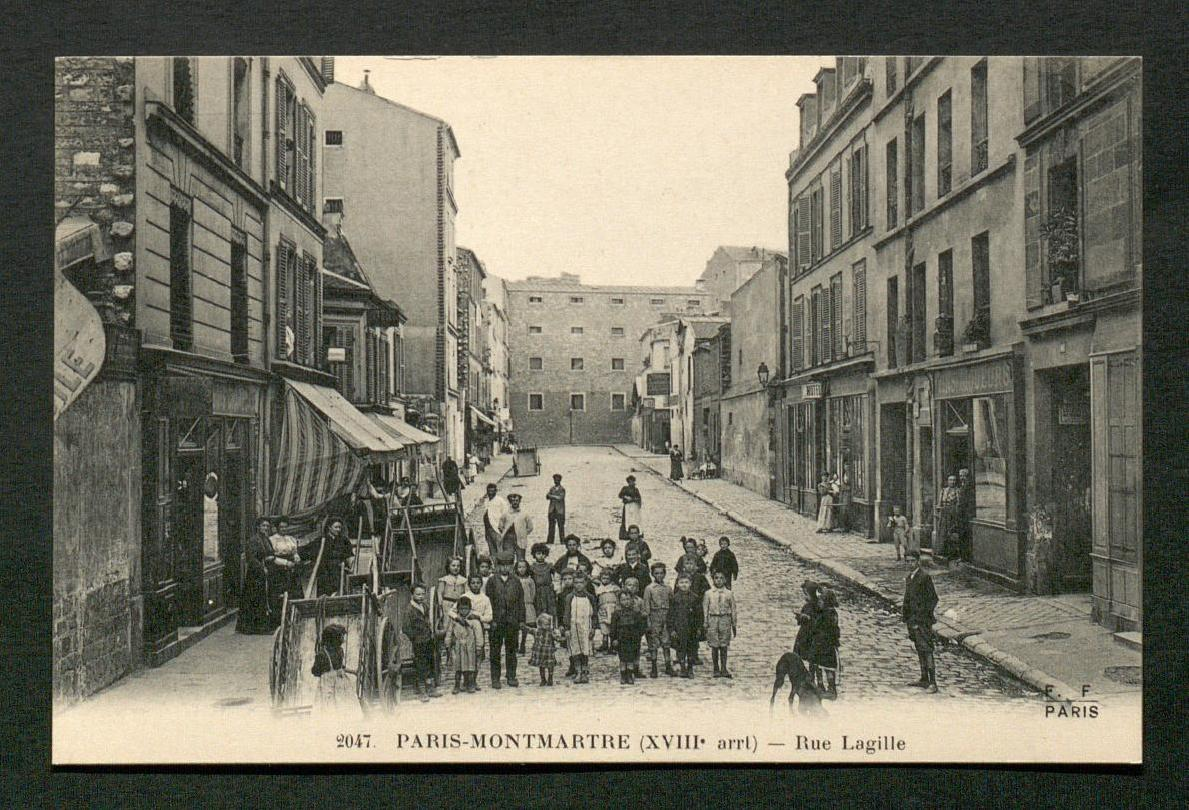
Carte postale représentant la rue Lagille au début du XXe siècle.